# David Archuleta (álbum)
David Archuleta es el homónimo álbum de debut de la temporada 7 de American Idol, del finalista David Archuleta. Fue lanzado el 11 de noviembre de 2008, en los Estados Unidos, en virtud de Jive Records. El álbum fue certificado Oro por la RIAA (que indica los envíos de 500.000 copias) el 29 de enero de 2009. El primer sencillo, "Crush", fue lanzado a la radio el 1 de agosto. El álbum fue lanzado en el Reino Unido el 11 de mayo de 2009. El lanzamiento del disco del Reino Unido se estableció para que coincida con su gira por el Reino Unido con Rock / pop McFly en abril / mayo de 2009.

## Canciones
El primer sencillo, "Crush", fue lanzado a la radio el 1 de agosto de 2008, y fue estrenada comercialmente el 12 de agosto de 2008. Su primera semana que debutó en el # 2 en el Billboard Hot 100 con 166.000 unidades vendidas. El sencillo ha vendido casi 2 millones de copias en los Estados Unidos.
David confirmó en su blog de MySpace oficial el 21 de noviembre de 2008 que "A Little Too Not Over You", una canción que él coescribió, será el siguiente single siguiente "Crush". Fue lanzado a la radio el 6 de enero de 2009.
El 13 de marzo de 2009, David dio a conocer un par de canciones de David Archuleta que antes no estaban disponibles como descargas están disponibles en iTunes. "Works for Me" llegó como un bonus track en la versión de Wal-Mart de David Archuleta, y "Somebody Out There", fue exclusivo de los que pre-ordenar el álbum en iTunes.

## Lista de canciones
| N.º | Título                      | Escritor(es)                                                | Duración |  |
| 1.  | «Crush»                     | J. Cates, D. Hodges, E. Kiriakou                            | 3:32     |  |
| 2.  | «Touch My Hand»             | S. Kipner, S. McEwan, W. Wilkins                            | 4:21     |  |
| 3.  | «Barriers»                  | S. Kipner, S. McEwan, W. Wilkins                            | 3:50     |  |
| 4.  | «My Hands»                  | Z. Bey, J. Fauntleroy, E. Kiriakou                          | 4:04     |  |
| 5.  | «A Little Too Not Over You» | D. Archuleta, M. Gerrard, M. Krompass, R. Nevil             | 3:18     |  |
| 6.  | «You Can»                   | A. Armato, T. James                                         | 3:42     |  |
| 7.  | «Running»                   | J. Fauntleroy, K. Risto, W. Nugent, S. Russell, D. Torimiro | 3:35     |  |
| 8.  | «Desperate»                 | A. Carlsson, D. Child, K. Rethwisch, A. Rethwisch           | 3:41     |  |
| 9.  | «To Be with You»            | K. DioGuardi, E. Kiriakou                                   | 3:25     |  |
| 10. | «Don't Let Go»              | D. Archuleta, J. Chasez, J. Harry                           | 3:47     |  |
| 11. | «Your Eyes Don't Lie»       | A. Armato, T. James, D. Karaoglu                            | 3:04     |  |
| 12. | «Angels»                    | G. Chambers, R. Williams                                    | 4:09     |  |

### iTunes Deluxe Edition bonus tracks
| N.º | Título                                | Escritor(es)                                  | Duración |  |
| 13. | «Waiting for Yesterday»               | David Hodges, Steven McMorran, Joy Williams   | 3:27     |  |
| 14. | «Falling»                             | David Archuleta                               | 4:32     |  |
| 15. | «Let Me Go»                           | Thomas Meredith, Sheppard Solomon             | 3:46     |  |
| 16. | «Somebody Out There (pre-order only)» | David Archuleta, Mike Krompass, Steve Diamond | 3:42     |  |

### Wal-Mart Edition bonus track
| N.º | Título          | Escritor(es)                                       | Duración |  |
| 13. | «Works for Me!» | David Archuleta, Daniel Bedingfield, Toby Lightman | 3:17     |  |

### Japanese y UK Edition
| N.º | Título                                                    | Escritor(es)                                       | Duración |  |
| 7.  | «Works for Me!»                                           | David Archuleta, Daniel Bedingfield, Toby Lightman | 3:17     |  |
| 11. | «Waiting for Yesterday»                                   | David Hodges, Steven McMorran, Joy Williams        | 3:27     |  |
| 13. | «Save the Day (Bonus Track)»                              | M. Seminari, C. Nielsen, D. Baker                  | 3:53     |  |
| 14. | «Crush (Blast Off Productions Radio Remix) (Bonus Track)» | Jess Cates, David Hodges, Emanuel Kiriakou         | 4:01     |  |

- Datos: Q2086361